# Claude Closky
Claude Closky, né le 22 mai 1963 à Paris, est un artiste plasticien français.

## Biographie
Il entre en 1982 à l'École Nationale Supérieure des Arts décoratifs de Paris, qu'il quittera l'année suivante pour co-fonder le groupe de peintres Les Frères Ripoulin, un collectif auquel appartenaient aussi Pierre Huyghe, OX et Nina Childress. Ce groupe sera remarqué par Keith Haring et exposera notamment dans sa galerie new-yorkaise Tony Shafrazi. Vers 1988, Claude Closky se sépare du groupe pour entamer un travail plus indépendant.
Il enseigne aux Beaux-Arts de Paris depuis 2005.

## Démarche
Claude Closky fraye avec l’immatérialité, à l’aise avec les supports électroniques, les images, textes, chiffres, et sons qu'il prélève dans notre environnement. L’œuvre de Closky n’en est pas moins concernée par sa spécificité matérielle, son degré de visibilité, et la manière dont elle occupe l’espace.
Closky s'empare sans complexes des codes de la publicité, de supports tels que l'affiche, le calicot, le magazine, des moyens de production et de diffusion du quotidien, sans se dissocier de ce qu’il détourne. Ses autoportraits (ayant perdu la tête, en top-modèle comblée par son esquimau géant, en haricot, en détenteur satisfait d’objets d’un catalogue...), ses interventions dans la presse telle L’Œil de Claude ou en shopping boy dans un magazine féminin, le montrent aliéné au monde qu’il décrit. Il use d'une forme d’humour qui repose à la fois sur la proximité avec ce qu’il vise et la retenue du jugement personnel. Quant à la réserve de Closky, au prix d’un déficit assumé, elle représente une méthode d’imprégnation formidable, et lui permet d’opérer un gros plan sur les choses : une vision qui sème le doute.
Il s'intéresse également aux accumulations et aux classements qu'il rationalise jusqu'à l'absurde : « les 1 000 premiers nombres classés par ordre alphabétique », par exemple, ou encore « Tableaux comparatifs », publié par Point d'Ironie, qui reprend les tableaux comparatifs de la Fnac pour leur seule valeur plastique. Closky simplifie la grammaire des choses qui nous environnent et les fait apparaître comme les mots d’une langue invisible et muette[réf. souhaitée].
Son scepticisme envers la production d'objet, l'occupation de l'espace, les effets spectaculaires, le conduisent à travailler sur et avec internet à partir de 1997. Après un premier projet en ligne sur le site de la Dia Art Foundation (New York), tous les suivants seront réalisés en collaboration avec Jean-Noël Lafargue.
En 1999, il se voit confier la réalisation du site internet du Musée de la publicité, à l'Union centrale des arts décoratifs,, qui est inauguré en janvier 2000.
En 2000, le Mudam (Musée d'art moderne Grand-Duc Jean, à Luxembourg) lui confie la conception et la direction de son site Internet ainsi que la responsabilité éditoriale d'une revue en ligne, Mudam, qui donnera son nom actuel au musée, et d'une galerie d'œuvres en ligne spécialement commanditées pour le site à des artistes aussi variés que Peter Kogler, Paul Devautour ou David Shrigley. Ces sites seront inaugurés lors de la 49e Biennale de Venise, dans le pavillon Luxembourgeois, en 2001. Lorsque le bâtiment construit par Ieoh Ming Pei musée a pu être ouvert au public, en 2006, ces sites web expérimentaux, qui permettaient au musée d'exister sans murs, ont été remplacés par un site plus « corporate »[réf. souhaitée].

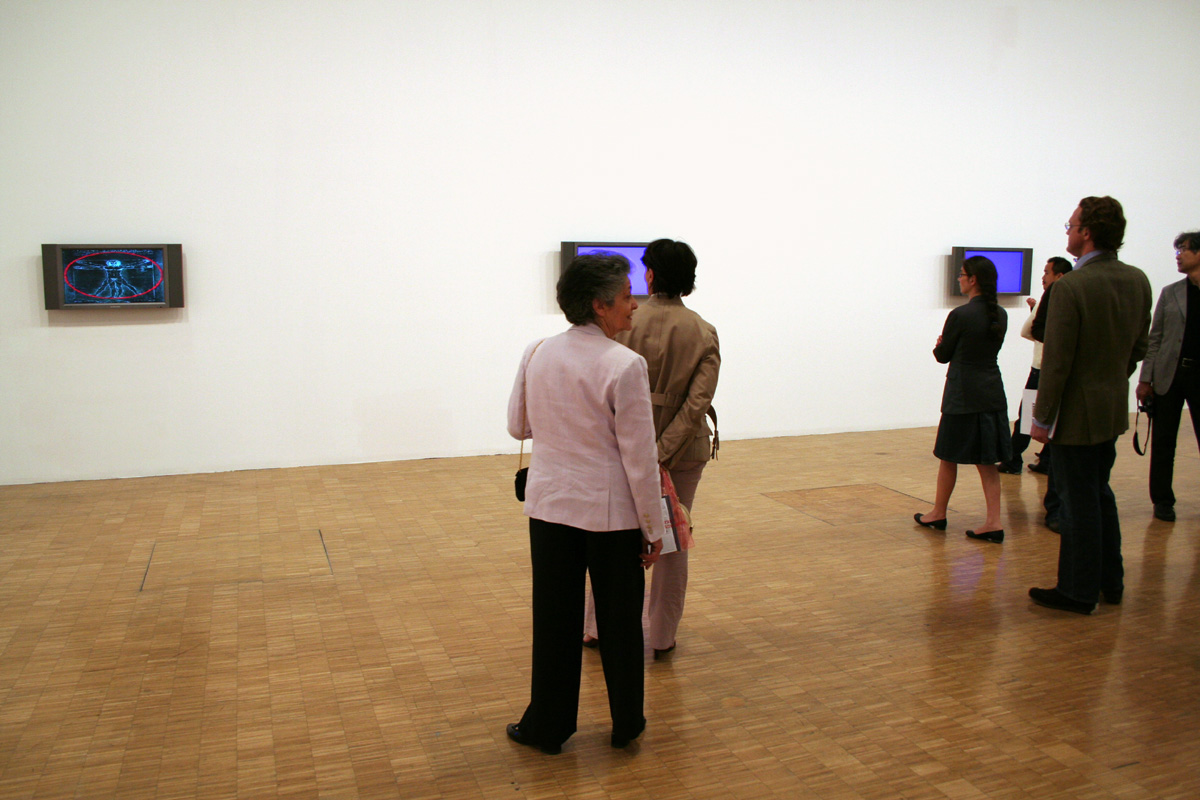
"Manège", 2006, seize écrans plats stéréo commandés par ordinateur, vue d'exposition au Centre national d'art et de culture Georges-Pompidou, Paris

 En 2004, Claude Closky transforme le site internet du Magasin, centre d'art contemporain de Grenoble, en espace d'exposition. Il invite différents artistes à réaliser une œuvre affichée en page d’accueil du site Internet du CNAC, à raison d'une création par semaine pendant un peu plus d'une année,.
Depuis 2005, il enseigne au poste de professeur à l'École nationale supérieure des beaux-arts (Paris)[réf. souhaitée].
En 2005, son œuvre Plus beau, commandée par le ministère de la Culture dans le cadre de la loi dite du 1 %, est inaugurée dans les nouveaux locaux de l'institution. En octobre 2005, il est lauréat du prix Marcel-Duchamp. Le centre Pompidou lui permet alors de réaliser une installation, Manèges, qui consiste en seize écrans accrochés sur les murs d'une grande pièce, chaque écran montrant à tour de rôle une « action » de quelques secondes.
Il est commissaire en 2012 de l'exposition pour célébrer les 10 ans du Pavillon, Laboratoire de création du Palais de Tokyo (Paris), qui investit 74 espaces différents, autant que d'artistes participants : Ziad Antar, Hsia-Fei Chang, Isabelle Cornaro, Andreas Fogarasi, Agnieszka Kurant, Adriana Lara, Seulgi Lee, Benoît Maire, Charlotte Moth, Jorge Satorre, Denis Savary, Jiří Skála, Koki Tanaka, Apichatpong Weerasethakul, etc. En 2020 il est commissaire de l'exposition X au Frac des Pays de la Loire,, en 2023 de l'exposition Offset, au Centre des livres d'artistes (cdla).

## Expositions

### Sélection d'expositions personnelles
- Tomorrow’s Shadow it’s a Win-Win, Galerie Mehdi Chouakri, Berlin, 2023[19]
- like4like, Interface, Dijon, 2021[20]
- Premier choix, deuxième choix, troisième choix, galerie Laurent Godin, Paris, 2020[21]
- Direct Messages, Salle Principale, Paris, 2019[22]
- Un enfant de 5 ans en ferait autant!, Centre Pompidou, Paris, 2018[23]
- ILUO, CDLA, Saint-Yrieix-la-Perche, 2017[24]
- Prints For 06 And 90 Yuans, Bazaar Compatible Program, Shanghai, 2015[25]
- 10, 20, 30 and 40%, Summerhall, Edinburgh, 2014[26]
- Sept et pas sept, JAP, Bruxelles, 2013
- Dönüp Durmak, Şekerbank Açıkekran Yeni Medya Sanatları Galerisi, Istanbul, 2013[27]
- Barking and Meoing, AC Institute, New York, 2012[28]
- Animations, Le Quartier (centre d'art contemporain), Quimper, 2012[29]
- Inside a Triangle, MFC-Michèle Didier, Paris, 2011[30]
- Yazı mı Tura mı, Akbank Art Center, Istanbul, 2010[31]
- Town and Country, Mitterrand+Sanz, Zurich, 2009[32]
- Illumination, Le Creux de l'enfer, Thiers, 2009[33]
- 8002-9891, Mac/Val, Vitry-sur-Seine, 2008
- Music Video, Han Ji Yun Contemporary Space, Beijing, 2008
- Yes, Galleria Enrico Fornello, Prato, 2008
- Love and Fear, Concert Hall, Threshold Artspace, Perth, 2007
- Climb at your own risk, Musée d'Art contemporain Donnaregina, Naple, 2007[34]
- Journal, Banff Centre, Banff, 2006
- Manège, Centre Pompidou, espace 315, Paris, 2006
- Roue de la fortune, galerie Edward Mitterrand, Genève, 2005
- Journal, Musée d'Art de La Haye, 2005
- You want you have, galerie Mehdi Chouakri, Berlin, 2004
- U, Fondation Miró, Barcelone, 2004
- Galerie Roger Pailhas, Marseille, 2004
- New paintings, galerie Nicola - Fornello, Turin, 2003
- Television, Location 1, New York, 2003
- La salle de bain, Lyon, 2003
- Domaine de Kerguéhennec, 2003
- World News, galerie Jennifer Flay, Paris, 2002
- Dundee, Contemporary Art, Dundee, 2001
- Hello and Welcome, Base, Florence, 2001
- Objets fétiches, vitrine du Musée des arts décoratifs, Paris, 2000
- Ski, Galerie moderne de Slovénie, Ljubljana, 2000
- Weekend, The Deep Gallery, Tokyo, 1999
- Seen with the head leaning to the left and leaning to the right, Herzliya Museum of Contemporary Art, 1997
- Galerie Mehdi Chouakri, Berlin, 1997
- Claude Closky, Video Works, Centre for Contemporary Arts, Glasgow, 1996
- Claude Closky, Centre d'édition contemporaine, Genève, 1994

### Sélection d'expositions collectives
- 6ème Biennale de Mardin, 2024. Commissaire d'exposition : Ali Akay[35],[36]
- Mirrors of the Portrait, Centre Pompidou West Bund Museum, Shanghai, 2023. Commissaire d'exposition : Frédéric Paul[37]
- You're Finally Awake!, Theta, New York, 2022. Commissaire d'exposition : Jordan Barse[38]
- To Martian Anthropologists, New Taipei City Arts Center, Taipei, 2020[39]
- Observations, Centre Pompidou West Bund Museum, Shanghai, 2020. Commissaire d'exposition : Marcella Lista[40]
- Mappa mundi, Fondation Boghossian, Bruxelles, 2020. Commissaire d'exposition : Alfred Pacquement[41]
- Time is Thirsty, Kunsthalle Wien, Wien, 2020. Commissaire d'exposition : Luca Lo Pinto[42]
- Art after 1989, Hamburger Bahnhof, Berlin, 2019. Commissaire d'exposition : Sven Beckstette[43]
- 1989. The End of the 20th Century, Institut valencien d'art moderne, 2019
- Daily+, Biennale du Grand Taipei, 2018. Commissaire d'exposition : Chang Chun-Yi[44]
- Big Workout 大健身, AMNUA, Nanjing, 2018. Commissaires d'exposition : Wang Yamin et Jun Qu[45]
- Space Edits (the trouble with language), Beirut Art Center, 2018. Commissaire d'exposition : Marie Muracciole[46]
- La collection Bic, Centquatre-Paris, 2018[47]
- Buveurs de quintessences, Fonderie Darling, Montreal, 2018. Commissaire d'exposition : Caroline Andrieux[48]
- HyperPavilion, Biennale de Venise, 2017. Commissaire d'exposition : Philippe Riss-Schmidt[49]
- Potentiels Evoqués Visuels[50], Série d'expositions dans l'espace public (Paris, Clichy, Shanghai, La Louvière, Montréal depuis 2016) conçues par Elsa Werth[51]
- Bregenz Biennale, Vorarlberg Museum, 2016. Commissaire d'exposition : Bernhard Garnicnig[52]
- The Housebreaker, Riga Art Space, Riga[53]
- Immutable Mobiles, Memphis, Linz, 2015[54]
- Invitation au voyage, Centrale for contemporary art, Bruxelles, 2015. Commissaire d'exposition : Alfred Pacquement[55]
- A Walk around the Contemporary Art World after Paradigm Shift, Museum of Fine Arts, Gifu, 2015
- Artists & Editions, A Publication in Memory of Steven Leiber (1957-2012), de Young - Legion of Honor, 2014[56]
- Honey! I rearranged the collection! Multimedia Art Museum, Moscou, 2014. Commissaires d'exposition : Ami Barak
- 谜途 时间·空间·织毯, Power Station of Art, Shanghai, 2014
- Colección Abierta 01, Musée Jumex, Mexico, 2014[57]
- Vues d'en haut, Centre Pompidou Metz, 2013. Commissaire d'exposition Dr. Angela Lampe[58]
- Intense Proximity, Palais de Tokyo, Paris, 2012. Commissaires d'exposition: Okwui Enwezor
- Women at Work, Coachangdi Photospring Festival, Pékin, 2012
- Print/Out, Museum of Modern Art, New York, 2012[59]
- You have been there, Gallery Marian Goodman, New York, 2011[60],[61]
- Foreclosed. Between Crisis and Possibility, The Kitchen, New York, 2011[62]
- French Window: looking at the contemporary art through the Marcel Duchamp prize, musée d'art Mori, Tokyo, 2011[63]
- Noches eléctricas, LABoral Centro de Arte y Creación Industrial, Gijon, Asturias, 2011[64]
- 21st Century: Art in the First Decade, Queensland Art Gallery - Gallery of Modern Art, Brisbane, 2010[65]
- Les Nuits Électriques, Multimedia Complex of Actual arts, Moscow, 2010[66]
- Second Degré, Museum of Modern Art, Luxembourg, 2010[67]
- Covering the wall. Contemporary wallpapers, Mudac, Lausanne, 2010[68]
- ¡Sin techo está pelón!, University of Guanajuato Gallery, Guanajuato, 2010[69]
- Liberty B, Open Space, Baltimore, 2010[70]
- Happy is a place, S.A. de C.V., Mexico City, 2010[71]
- A Map Bigger Than Its Surface, Gallery Rotor I, Gothenburg, 2010
- A to B, MKG127, Toronto, 2010[72]
- Transit-Topos, Akbank Sanat, Istanbul, 2010[73]
- Chefs-d'œuvre ?, Centre Pompidou-Metz, Metz, 2010[74]
- Michael Jackson Doesn't Quit: Part 3, The Future Gallery, Berlin, 2010[75]
- Selecties & Collecties, Johan Deumens Gallery, Haarlem, 2010[76]
- Quantified Aesthetics, Minnesota Center for Book Arts, Minneapolis, 2010[77]
- One Shot! , BPS22, Charleroi, 2010[78]
- Everyday(s), Casino Luxembourg, Luxembourg, 2010[79]
- Pourquoi attendre !, Centre d'art contemporain Genève, 2009[80]
- Mille e tre, Musée du Louvre, Paris, 2009[81]
- Nuit Blanche, Gymnase Jean Jaurès, Paris, 2009
- Sweep me off my feet, Musée national des beaux-arts du Québec, Québec, 2009
- Scritture Silenziose, Palazzo Dugnani, Milan, 2009[82]
- Multiplo_6, N.O. Gallery, Milano, 2009[83]
- The Real Thing, MU, Eindhoven, 2009[84]
- N'importe quoi, Musée d'Art contemporain de Lyon, 2009[85]
- Replaying Pictures, Musée des beaux-arts, Le Locle, 2009[86]
- Art, Price and Value, Centro di Cultura Contemporanea a Palazzo Strozzi, Florence, 2008[87]
- L’impresa dell’arte, Palais des Arts de Naples, 2008
- Your Mind's Eye : Digital Spectrum, Seoul Museum of Art, 2008
- C’est la vie !, Académie des beaux-arts de Kinshasa, 2007
- Ready Media, Musée d'Art contemporain de Belgrade, 2007
- Pictograms - The loneliness of signs, Kunstmuseum Stuttgart, 2006
- Eye on Europe, Museum of Modern Art, New York, 2006
- Malerei, Martin-Gropius-Bau, Berlin, 2006. Commissaire d'exposition : Laurent le Bon
- Profils, Musée Benaki, Athènes, 2006
- Photo traffic, Centre de la photographie Genève, 2006
- Kit O’ Parts, Centre d’Art Neuchâtel, 2006
- Infinity, Mercer Union, Toronto, 2006
- Exchange value of pleasure, Museum of Modern Art, Pusan, 2005
- Shortcuts, Bass Museum of Art, Miami, 2005, Pinacothèque de l'État de São Paulo, 2006
- De lo Real y lo Ficticio, Musée d'Art moderne de Mexico, 2005. Commissaires d'exposition : Catherine Francblin, Jean-Marc Prévost
- Sharjah International Biennial #7, Sharjah Art Museum, 2005
- Zero Interest!, Galleria Civica di Arte Contemporanea, Trente, 2005
- El estado de las cosas, Museo de Arte Contemporánea de Vigo, 2004
- Paisatges mediàtics, Fondation la Caixa, Lleida, Gérone, 2004
- Nouveau Techno, Contemporary Arts Center, New Orleans, 2004
- typO -  writing with style, Moderna Museet, Stockholm, 2004
- Experience, Foto Biënnale Rotterdam, Nederlands Fotomuseum, Rotterdam, 2003
- Shopping, Schirn Kunsthalle Frankfurt, 2002. Commissaire d'exposition : Max Hollein
- View Finder, Arnolfini Gallery Limited, Bristol, 2002
- Radical and critical, Fondazione Adriano Olivetti, Rome, 2002
- The Passions of the Good Citizen, Apexart, New York, 2002
- The Eight International month of photography, Houston, 2002
- Art & Economy, Deichtorhallen, Hamburg, 2002
- Economies of time, Museum Ludwig, Cologne, Université des arts de Berlin, Migros Museum, Zurich, 2002
- Regards croisés, Musée d’art contemporain de Montréal, 2001
- Parade 1901-2001, Pavilhào Lucas Nogueira Garcez - OCA, Sao Paulo, 2001. Commissaire d'exposition : Laurent le Bon
- At Sea, Tate Liverpool, 2001
- Trade, Fotomuseum Winterthur, Winterthur, 2001, Nederlands Fotomuseum, Rotterdam, 2002. Commissaire d'exposition : Thomas Seelig
- 24th International Biennial of Graphic Arts, MGLC - International Centre of Graphic Art, Ljubljana, 2001
- The body and Sin, 1st biennial of València, Museu de Bellas Arts, València, 2001. Commissaire d'exposition : Achille Bonito Oliva
- II Dono, Palazzo delle Papesse, Sienne, 2001, Stadtgalerie Klagenfurt, Scottsdale Museum of Contemporary Art, Bronx Museum of the Arts, 2002. Commissaires d'exposition : G. Maraniello, S. Risaliti, A.Somaini.
- Tracking, CCAC Institute, San Francisco, 2001. Commissaire d'exposition : Ralph Rugoff
- Vivre sa vie, New Media Scotland, Glasgow, 2000. Commissaire d'exposition : Tanya Leighton
- The sky is the limit, 2000 Taipei Biennale, Taipei Fine Arts Museum, Taipei, 2000. Commissaires d'exposition : Jérôme Sans, Manray Hsu
- Tempo!, Palais des expositions de Rome, Centre de Cultura Contemporània de Barcelona, 2000. Commissaire d'exposition : Daniel Soutif
- Urbanities, Musée d’art contemporain, Skopje, Artexpo, Bucarest, 2000. Commissaire d'exposition : Ami Barak
- Etat des lieux #1, Fri Art Kunsthalle, Fribourg, 2000. Commissaire d'exposition : Nicolas Bourriaud
- Le fou dédoublé, La Maison Centrale des Artistes, Moscou, 1999. Commissaires d'exposition : Andreï Erofeev, Jean-Yves Jouannais, Dimitri  Konstantinidis
- net_condition, Centre d'art et de technologie des médias de Karlsruhe, 1999. Commissaires d'exposition : Jeffery Shaw, Benjamin Weil.
- 999, MACT/CACT, Bellinzona, 1999
- Paris en Création, Bunkamura Gallery, Tokyo, 1999
- O anume arta de a trai, Centre d’Art ATA, Sofia, 1999. Commissaire d'exposition : Ami Barak
- Premises, Guggenheim Museum SoHo, New York, 1998. Commissaires d'exposition : Bernard Blistène, Alison Gingeras
- Photography as concept, 4th Internationale Foto-Triennale, Villa Merkel Bahnwärterhaus, 1998. Commissaire d'exposition : Renate Wiehager
- Time the Avenger, Crown Center Gallery, Université Loyola de Chicago, 1998
- Whispers, lies and text, <Cast> Gallery, Hobart, 1998
- The Art of the Everyday, France in the 90s, Grey Art Gallery, New York, Pittsburgh Center for the Arts, Atlanta Contemporary Art Center, 1997
- Video Works, Centre for Contemporary Art, Glasgow, 1996
- Jurassic technologies revenant, 10th Biennial, Sydney, 1996. Commissaire d'exposition : Lynne Cooke
- Collezioni di Francia, Château de Rivoli, 1996. Commissaires d'exposition Giorgio Verzotti, Frédéric Paul, Yannick Miloux
- L’art du portrait aux XIXe et XXe siècles en France, Onomichi Museum, Karyia Museum, Akita Museum of Modern Art, 1994. Commissaire d'exposition : Jean-Michel Ribettes
- Version 1.0, Centre pour l'Image Contemporaine, Genève, 1994. Commissaire d'exposition : Simon Lamunière

## Sélection bibliographique

### Monographies
- ILUO - CDLA, Saint-Yrieix-la-Perche, 2017  (ISBN 978-2-917393-08-6)
- Claude Closky Barking and Meowing - Holly Crawford - AC Institute, New York City, 2012  (ISBN 978-1-939901-09-5)
- Blackywall - Sihab Baik - Rrose Editions, Paris, 2015
- Claude Closky, Yazı mı Tura mı - Ali Akay - Éditions Akbank Art Center, Istanbul, 2010
- Claude Closky, 8002-9891 - Essai : Michel Gauthier, design graphique : Jérôme Saint-Loubert Bié, direction de la publication : Julie David, éditions Mac/Val, Vitry, 2008  (ISBN 978-2-91632-437-1)
- Climb at your own risk - Eduardo Cicelyn, Katy Siegel & Paul Mattick, interview de Marie Muracciole - Electa, 2007  (ISBN 978-8-83705-154-9)
- Claude Closky - Jean-Pierre Bordaz, Marie Muracciole, François Piron, Katty Siegel & Paul Mattick - Édition Centre Georges Pompidou, 2006  (ISBN 978-2-84426-301-8)
- Hello and Welcome - Carole Boulbès, Lynne Cooke, Alexandra Midal, Frédéric Paul, François Piron, David Platzker, Eric Troncy - coédition domaine Kergéhénec/Le Parvis, 2004  (ISBN 978-2-90657-403-8)
- Claude Closky - Frédéric Paul - Hazan, 1999  (ISBN 978-2-85025-680-6)
- Claude Closky - Magazines - Olivier Zahm - Purple Books, 1998  (ISBN 978-2-91268-409-7)
- Claude Closky - Le Parvis - Pascaline Cuvellier - édition Le Parvis, 1996  (ISBN 978-2-905130-13-6)

### Publications de l'artiste
Une soixantaine, dont :
- Conditions générales, Les petits matins, Paris, 2023[89] (ISBN 9782363833570)
- Solutions, Cneai=, Pantin, 2019, 120 pages[90].
- Dictionary 2018, RRose Editions, Paris, 2018, 262 pages[91].
- Pick & Hammer, mfc-michèle didier, Bruxelles/Paris, 2016[92]
- Au fond de la piscine, Esbama, Montpellier, 2013[93]
- Sept et pas sept, JAP, Bruxelles, 2013[94]
- Les Miens suivi de Biennales, Al Dante[95], Marseille, 2009
- Repartir à zéro, éd. (un)limited store[96], Marseille, 2009
- Sex, éd Electa, Rome, 2007
- A meeting at home, éd NEROC'VGM, Amsterdam, 2005
- Mon père, éd. M19, Paris, 2002[97]
- Colorie comme tu veux, dessine et écrit ce que tu veux, Seuil Jeunesse, Paris, 2001[98]
- Beautiful faces, Trans-photographic press, Paris, 2001
- Ski , éd. Moderna galerija Ljubljana, 2000
- Mon catalogue , éd. FRAC Limousin, Limoges, 1999[99]
- Le 11 août 1999, éd. L'esprit frappeur et Purple books, Paris, 1999
- Osez, éd. galerie Jennifer Flay, Paris, 1994
- Les 1000 premiers nombres classés par ordre alphabétique, publié par l'artiste en 200 ex., 1989[100]